# Christopher Michael Cardone
Christopher Michael Cardone O.P. (Brooklyn, 20 de dezembro de 1957) é um ministro americano e arcebispo católico romano de Honiara.
Christopher Cardone entrou na Congregação Dominicana e emitiu sua profissão em 15 de agosto de 1981. Em 30 de maio de 1986 foi ordenado sacerdote.
Em 27 de março de 2001, o Papa João Paulo II o nomeou Bispo Auxiliar de Gizo e Bispo Titular de Thuburnica. O bispo de Gizo, Bernard Cyril O'Grady O.P., o consagrou em 9 de junho do mesmo ano; Os co-consagradores foram Brian James Barnes OFM, arcebispo de Port Moresby, e Eusebius John Crawford OP, ex-bispo de Gizo.
Em 19 de outubro de 2004 foi nomeado Bispo de Auki.
O Papa Francisco o nomeou Arcebispo de Honiara em 22 de junho de 2016. A posse ocorreu em 10 de setembro do mesmo ano.